# Vassílis Dimitriádis
Vassílis Dimitriádis (en grec moderne : Βασίλης Δημητριάδης), né le 23 août 1978 à Bruxelles, en Belgique, est un skieur alpin grec.

## Biographie
Il a représenté son pays lors des Jeux olympiques d'hiver de 1998, où il est le porte-drapeau grec, de 2002, de 2006 et de 2010. Il réalise ses meilleures performances en slalom, terminant 23e à Turin en 2006 et 33e à Vancouver en 2010.
Le Grec compte aussi sept participations aux Championnats du monde entre 1996 et 2009, se classant au mieux 38e du slalom géant en 2003 à Saint-Moritz. Entre janvier 1999 et janvier 2010, il prend part à 19 courses de Coupe du monde, sans parvenir à se qualifier pour la moindre seconde manche.

## Palmarès

### Jeux olympiques d'hiver
| Épreuve / Édition | Nagano 1998 | Salt Lake City 2002 | Turin 2006 | Vancouver 2010 |
| Super G           | -           | Abandon             | -          | -              |
| Slalom géant      | -           | 43e                 | Abandon    | Abandon        |
| Slalom            | Abandon     | Abandon             | 23e        | 33e            |